# Laval Nugent
Grof Laval Nugent od Westmeatha (Ballynacor, 3. studenoga 1777. – Bosiljevo, 22. kolovoza 1862.), bio je austrijski feldmaršal, vitez reda Zlatnog Runa, komandant reda Marije Terezije, rimski princ i skupljač umjetnina.
Uspomena Lavala Nugenta je u Hrvatskoj utonula u povijesni zaborav, dok 1980. godina uz odlučno sudjelovanja muzeologa i književnika Igora Žica, koji je djelujući u Pomorskom i povijesnom muzeju Hrvatskog primorja Rijeka locirao impresivnu Nugentovu zbirku slika, koja do tada uopće nije bila prepoznata - Žic je utvrdio da je posrijedi samo manji dio nekadašnjeg Muzeja Nugent smještenoga izvorno u Frankopanskoj utvrdi Trsat smještenoj nad Rijekom, koju je Nugent bio kupio obnovio sredinom 19. stoljeća. Žic konstatira da je Nugant utonuo u povijesni zaborav upravo stoga što je bio izraziti elitist, koji je bio općepoznat u krugovima visoke aristokracije koja je vladala tadašnjom Europom, ali se klonio asociranja s buržoazijom i bilo kakve slave u iole nižim socijalnim slojevima. Međutim će povijest 19. stoljeća zapravo napisati pripadnici buržoazije, a ne aristokrati.

## Obitelj Nugent
Obitelj Nugent je bila stara irska plemićka obitelj s područja Westmeatha i Riverstowna.
Mnogo nejasnoća je vezano za sam izgovor prezimena. Naime, u Velikoj Britaniji i Irskoj izgovara se Njudžent, u Austriji Nugent dok je u Hrvatskoj uobičajen pojednostavljeni francuski izgovor Nižan (na kojem je i grof Laval Nugent inzistirao). U narodu su tu inačicu često iskrivljavali pa se u Kastavštini izgovaralo Nužan.

## Životopis

### Mladost i vojni početci
Laval Nugent rođen je 3. studenoga 1777. godine u Ballynacoru, u Irskoj, kao sin grofa Michaela Antona Nugenta.
Vojnu karijeru započinje 1793. godine u austrijskoj vojsci kao kadet u inženjerijskom korpusu. Zbog svojih zasluga ubrzo su uslijedila unaprjeđenja u poručnika, natporučnika, satnika inženjeraca. U bojnika je unaprijeđen 1. lipnja 1800. godine, a 1801. godine odlikovan je viteškim križem reda Marije Terezije zbog osobitog isticanja u bitci pokraj Santa Crocea. Od 1807. do 1809. godine slijedila su promaknuća u pukovnika, načelnika glavnog stožera nadvojvode Johanna do generalbojnika. Kratko vrijeme bavio se diplomacijom, a u austrijsku vojnu službu vratio se 1813. godine. Iako vojno vijeće nije odobrilo njegov prijedlog, Laval Nugent na svoju ruku kreće prema Hrvatskoj u nakani odavajanja francuskih postrojba u Dalmaciji i povezivanja s engleskom flotom. Uspio je srušiti francusku vlast u Hrvatskoj te bez borbe ući u Rijeku 27. kolovoza 1813. godine. Nastavlja pohode prema Trstu i Veneciji. Čin feldmaršala lajtnanta dobio je 30. travnja 1815. godine nakon uspješnih borbi protiv napuljskog vladara Murata. U Rimu je uspostavio vlast te tako omogućio povratak pape Pia VII. koji mu je u znak zahvalnosti dodijelio titulu rimskog princa.

### Veze s Frankopanima
Vjenčanjem s Giovannom Riario – Sforza (1815.) ušao je u drevnu obitelj Sforza, koja je imala neke daljnje rodbinske veze s Frankopanima, što je značajno utjecalo na njegovo daljnje djelovanje i opsjednutost poviješću. Istupio je iz austrijske službe i postao vrhovni zapovjednik napuljske vojske (1817. – 1820.), a njegova preokupacija postaju arheološka istraživanja i iskapanja. Povratkom u austrijsku službu 1. travnja 1820. godine preuzeo je vođenje trupa u Vicenzi. U to doba kupio je stari frankopanski grad Bosiljevo i na taj način se intimno veže za Hrvatsku. Dana 27. veljače 1822. godine postaje riječki patricij. U svojim pismima Andriji Ljudevitu Adamiću 1824. zahvaljuje na «nabavku kaštela» - srednjovjekovne utvrde Trsata, koju će pretvoriti u muzej, a kasnije u mauzolej te će na taj način zauzeti istaknuto mjesto u povijesti obitelji Nugent. U listopadu iste godine postaje članom Hrvatskoga sabora. Sve više se veže za ove prostore pa osim Bosiljeva i Trsata kupuje imanje u Stelniku (na cesti između Rijeke i Karlovca), Kaštel i Lović (na cesti između Karlovca i Vodostaja) te frankopanske dvorce Stari grad Dubovac i Sušicu. Neki smatraju kako su rodbinske veze Lavalove supruge s Frankopanima, iako vrlo daleke, bitno utjecale na njegov odnos i fascinaciju njihovom ostavštinom.

### Ilirski pokret
Godine 1840. stupio je na dužnost vojnog zapovjednika Hrvatske. U to vrijeme u Hrvatskoj se rasplamsava hrvatski nacionalni preporod – ilirski pokret. Nugent se od samog početka pokreta izjasnio za hrvatsku narodnost, a zatim za ilirizam. Nije bio zadovoljan samo članstvom u pokretu već je želio da ilirizam postane stranka koja će vladati Hrvatskom. Bio je najmoćniji plemić u Ilirskom preporodu, vrhovni hrvatski vojnički zapovjednik, zapovjednik Krajine i zaštitnik Ljudevita Gaja. Njegov angažman u hrvatskom narodnom preporodu nalazi uporište u snu o nikad ostvarenoj "frankopanskoj državi". Laval je, kao središnja osobnost ilirizma i stvarna politička snaga, vrlo elegantno uklonjen iz Hrvatske postavljanjem za vojnog zapovjednika unutrašnje Austrije i Tirola. 

### Povratak u Hrvatsku
U velikim revolucionarnim događajima 1848./1849. umirovljeni Laval naglo se vraća u središte revolucionarnih zbivanja i nastoji očuvati poljuljanu Habsburšku monarhiju. Na nagovor Ljudevita Gaja, a uz posredovanje nadvojvode Johanna postavlja glinskog pukovnika Josipa Jelačića za hrvatskoga bana. U ratu s Mađarskom, koji je započeo 11. rujna 1848. godine, držao se relativno suzdržano, ali je zato odigrao veliku ulogu u vojnim operacijama kao treći vojnik monarhije. Rat završava 13. kolovoza 1849. godine uz presudnu pomoć ruskih postrojbi, a već 29. srpnja 1849. godine bila je obavljena promocija časnika monarhije gdje su Komandirski križ reda Marije Terezije, drugo odličje po važnosti u monarhiji, dobili feldmaršal grof Laval Nugent i general topništva grof Josip Jelačić kao najznačajnije osobe za održanje Habsburga na vlasti, odmah iza nadvojvode Johanna, feldmaršala grofa Radetzkyog i feldmaršala kneza Windischgrätza koje su dobili najveće odličje; Grofovski križ reda Marije Terezije.

### Posljednje godine
Grof Laval Nugent je pokušao natjerati dvor neka za glavnu austrijsku vojnu luku izabere Rijeku, i time Hrvatskoj i Rijeci donese velika ulaganja monarhije, ali i novu vojnu snagu. Sve što je grof Laval predlagao za napraviti u Rijeci, učinjeno je u Puli. Kao dragovoljac je sudjelovao 1859. godine u bitci pokraj Solferina, kad je katastrofalno poražena austrijska vojska.
Grof Laval Nugent umro je u Bosiljevu 22. kolovoza 1862. godine. Iz tog dvorca prebačen je u sarkofag u grobnici „MIR JUNAKA“ na Trsatu, do sarkofaga svoje žene, i tu je počivao gotovo cijelo stoljeće.

### Remećenje vječnog mira
Prigodom "restauracije" trsatske gradine 1960. godine, sedam obiteljskih grobnica pretvoreno je u zahode i pomoćne prostorije restorana. Nakon eshumacije, kosti su stavljene u vrećice i pokopane u zajedničku grobnicu na groblju Trsat, iako neki smatraju da se kosti danas nalaze u Londonu.

## Museum Nugent
Grof Laval Nugent je uz restauraciju srednjovjekovnog trsatskog kaštela 1837. godine, koja je bila prva takve vrste u Hrvatskoj, na toj lokaciji namjeravao utemeljiti muzej u želji za spajanjem svojih najvećih strasti (umjetnost, obiteljsko naslijeđe i ponos zbog dubokih korijena te fascinacija Frankopanima). Museum Nugent trebao je objedinjavati mauzolej obitelji Nugent te veliku umjetničku zbirku koju je Laval namjeravao sakupiti iz obiteljskih izvora te kupovinom frankopanskih umjetnina. Ideja se počela realizirati službenim utemeljenjem Museuma Nugenta 1843. godine. Zbirka je uključivala dvadesetak antičkih skulptura i 1.500 starogrčkih vaza (iskopano u okolici Napulja na Lavalovu inicijativu; danas se nalaze u Arheološkom muzeju Hrvatske u Zagrebu), tridesetak antičkih poprsja, numizmatičku zbirku, brončane skulpture, renesansni i barokni namještaj, zbirku dokumenata, zbirku grafika osoba koje su bile u izravnoj vezi s obitelji Nugent, zasebnu zbirku frankopanskih predmeta (namještaj, dokumenti, oružje, niz portreta članova obitelji) te više od 200 slika preuzetih iz zbirki obitelji d'Este (Ferrara, Modena) i Foscari (Venecija).
S ovom zbirkom na Trsatu Rijeka je mogla postati kulturni centar europskog značaja. Ekonomskim padom obitelji krajem stoljeća zbirka se rasula, a u Rijeci su tek ostale krhotine romantičarskog zanosa jedne od najvećih osobnosti hrvatske povijesti. Ono što je i ostalo od zbirke u Hrvatskoj, danas se nalazi u Arheološkom muzeju u Zagrebu i u Pomorskom i povijesnom muzeju Hrvatskog primorja. O važnosti zbirke govori i povjesničar Ferdo Šišić koji je prijenos 86 sanduka umjetnina iz Nugentova muzeja na Trsatu u zagrebački Hrvatski narodni muzej (danas Arheološki muzej) 1894. godine oduševljeno pozdravio riječima:
»Ova je stečevina osobito digla cijenu našem muzeju, jer je sada, po svoj prilici, iza Bečkog, prvi muzej u Monarhiji obzirom na kiparske radnje.«
Na žalost, to bogatstvo nikada nije utjecalo na kulturni život Rijeke, što je u prvom redu bila posljedica zatvorenosti obitelji Nugent.
Iz svega navedenog evidentno je kako je Trsat bio prvi muzej u Hrvatskoj (Narodni muzej u Zagrebu, danas Arheološki muzej, službeno počinje s radom 1846. godine), i da je bio muzej u današnjem smislu riječi, jer je uz izloženu postavu pozornost bila posvećena restauratorskoj djelatnosti (Paronuzzi je restaurirao Trsat) odnosno evidenciji i obradi spomenika i dokumenata, a to je klasična zadaća kustosa (Mijat Sabljar).

## Posjedi
- Trsatska gradina, danas u posjedu Grada Rijeke
- Grad Bosiljevo, dvorac je danas vlasništvu g. Bežaneca
- Dvorac Sušica, danas Stara Sušica - u posjedu Grada Rijeke, koristi ga Dom Mladih
- Imanje u Stelniku (na cesti između Rijeke i Karlovca)
- Kaštel
- Lović (na cesti između Karlovca i Vodostaja)
- Dvorac Dubovac

## Spomen
- 2017.: Za 240. obljetnicu njegovoga rođenja, od 25. listopada do 3. studenoga, u Zagrebu su se održavala predavanja i projekcije uz izložbu "Laval Nugent – ratnik i kolekcionar".[5]

## Vanjske poveznice
- Vladimir Brnardić, Posljednji Frankopan - Laval Nugent, str. 99. – 106., Hrvatski vojnik, br. 73/74, srpanj/kolovoz 2001., hrvatski-vojnik.hr
- Igor Žic, Laval Nugent, neokrunjeni kralj Hrvatske (ulomak iz neobjavljene knjige korišten za predavanje od 9. ožujka 2011.), Glasnik Hrvatskog plemićkog zbora, str. 23. – 36., sv. 11, br. 1, listopad 2014., ISSN 1845-9463
- Dvorac Bosiljevo, bosiljevo.hr